# Tour de Eurométropole 2019
La 79.ª edición de la clásica ciclista Tour de Eurométropole fue una carrera en Bélgica que se celebró el 5 de octubre de 2019 sobre un recorrido de 176,72 kilómetros con inicio en la ciudad de La Louvière y final en la ciudad de Tournai.
La carrera formó parte del UCI Europe Tour 2019, dentro de la categoría 1.HC. El vencedor fue el belga Piet Allegaert del Sport Vlaanderen-Baloise seguido del francés Florian Sénéchal del Deceuninck-Quick Step y el también belga Jasper Stuyven del Trek-Segafredo.

## Equipos participantes
Tomaron parte en la carrera 21 equipos: 4 de categoría UCI WorldTeam; 13 de categoría Profesional Continental; y 4 de categoría Continental. Formando así un pelotón de 147 ciclistas de los que acabaron 100. Los equipos participantes fueron:
| WorldTeams (4)- AG2R La Mondiale - Deceuninck-Quick Step - Lotto Soudal - Trek-Segafredo Equipos continentales profesionales (13)- Cofidis, Solutions Crédits - Corendon-Circus - Euskadi Basque Country-Murias - Israel Cycling Academy - Rally UHC Cycling - Riwal Readynez - Roompot-Charles - Arkéa-Samsic - Sport Vlaanderen-Baloise - Vital Concept-B&B Hotels - Total Direct Énergie - Wallonie Bruxelles - Wanty-Groupe Gobert Equipos continentales (4)- Cibel-Cebon - IAM Excelsior - Tarteletto-Isorex - Leopard |
| |

## Clasificación final
- Las clasificaciones finalizaron de la siguiente forma:[4]

| \| Clasificación general \| Clasificación general \| Clasificación general \| Clasificación general \| Clasificación general \| \| Ciclista \| Ciclista \| Equipo \| Tiempo \| \| \| --------------------- \| --------------------- \| ------------------------ \| --------------------- \| --------------------- \| \| 1.º \| Piet Allegaert \| Sport Vlaanderen-Baloise \| 3 h 47 min 50 s \| \| \| 2.º \| Florian Sénéchal \| Deceuninck-Quick Step \| + 0 s \| \| \| 3.º \| Jasper Stuyven \| Trek-Segafredo \| + 0 s \| \| \| 4.º \| Tom Van Asbroeck \| Israel Cycling Academy \| + 0 s \| \| \| 5.º \| Julien Duval \| AG2R La Mondiale \| + 0 s \| \| \| 6.º \| Emīls Liepiņš \| Wallonie Bruxelles \| + 0 s \| \| \| 7.º \| Jonas Koch \| CCC Team \| + 0 s \| \| \| 8.º \| Dries De Bondt \| Corendon-Circus \| + 0 s \| \| \| 9.º \| Clément Russo \| Arkéa-Samsic \| + 0 s \| \| \| 10.º \| Aksel Nõmmela \| Wallonie Bruxelles \| + 0 s \| \| |                  |                          |                 |
| |                  |                          |                 |
| Fuente: ProCyclingStats |                  |                          |                 |
| Clasificación general |                  |                          |                 |
| Ciclista | Ciclista         | Equipo                   | Tiempo          |
| 1.º | Piet Allegaert   | Sport Vlaanderen-Baloise | 3 h 47 min 50 s |
| 2.º | Florian Sénéchal | Deceuninck-Quick Step    | + 0 s           |
| 3.º | Jasper Stuyven   | Trek-Segafredo           | + 0 s           |
| 4.º | Tom Van Asbroeck | Israel Cycling Academy   | + 0 s           |
| 5.º | Julien Duval     | AG2R La Mondiale         | + 0 s           |
| 6.º | Emīls Liepiņš    | Wallonie Bruxelles       | + 0 s           |
| 7.º | Jonas Koch       | CCC Team                 | + 0 s           |
| 8.º | Dries De Bondt   | Corendon-Circus          | + 0 s           |
| 9.º | Clément Russo    | Arkéa-Samsic             | + 0 s           |
| 10.º | Aksel Nõmmela    | Wallonie Bruxelles       | + 0 s           |

## UCI World Ranking
El Tour de Eurométropole otorgó puntos para el UCI Europe Tour 2019 y el UCI World Ranking, este último para corredores de los equipos en las categorías UCI WorldTeam, Profesional Continental y Equipos Continentales. Las siguientes tablas son el baremo de puntuación y los 10 corredores que obtuvieron más puntos:
| Posición              | 1.º | 2.º | 3.º | 4.º | 5.º | 6.º | 7.º | 8.º | 9.º | 10.º | 11.º | 12.º | 13.º | 14.º | 15.º | 16.º-30.º | 31.º-40.º |
| Clasificación general | 200 | 150 | 125 | 100 | 85  | 70  | 60  | 50  | 40  | 35   | 30   | 25   | 20   | 15   | 10   | 5         | 3         |

| Clasificación |                  |                          |         |
| Posición      | Ciclista         | Equipo                   | General |
| ------------- | ---------------- | ------------------------ | ------- |
| 1.º           | Piet Allegaert   | Sport Vlaanderen-Baloise | 200     |
| 2.º           | Florian Sénéchal | Deceuninck-Quick Step    | 150     |
| 3.º           | Jasper Stuyven   | Trek-Segafredo           | 125     |
| 4.º           | Tom Van Asbroeck | Israel Cycling Academy   | 100     |
| 5.º           | Julien Duval     | AG2R La Mondiale         | 85      |
| 6.º           | Emīls Liepiņš    | Wallonie Bruxelles       | 70      |
| 7.º           | Jonas Koch       | CCC                      | 60      |
| 8.º           | Dries De Bondt   | Corendon-Circus          | 50      |
| 9.º           | Clément Russo    | Arkéa Samsic             | 40      |
| 10.º          | Aksel Nõmmela    | Wallonie Bruxelles       | 35      |